# (18013) Shedletsky
(18013) Shedletsky (1999 JS114) – planetoida z pasa głównego asteroid okrążająca Słońce w ciągu 4,63 lat w średniej odległości 2,78 j.a. Odkryta 13 maja 1999 roku.